# Христианский Союз
Христиа́нский сою́з (нидерл. ChristenUnie, CU) — нидерландская ортодоксально-протестантская христианско-демократическая политическая партия, представленная в обеих палатах парламента, провинциальных и местных законодательных органах и Европейском парламенте. Партия занимает левоцентристскую позицию по экономическим, иммиграционным и экологическим вопросам и консервативную по социальным и этическим вопросам, таким как аборты и эвтаназия, называя себя «социально-христианской». Политическим лидером с 17 января 2023 года является Мирьям Биккер. Её предшественником в 2015—2023 годах был Герт-Ян Сегерс.
Основанный в 2000 году в результате слияния Реформатской политической лиги (GPV) и Реформатской политической федерации (RPF), Христианский союз по итогам выборов 2023 года имеет по 3 места в Первой и Второй палатах Генеральных штатов. С 2017 года партия была самым маленьким членом кабинетов правого либерала Марка Рютте. На некоторых выборах, в частности, на выборах в Европарламент, Христианский союз образует альянс с кальвинистской Реформатской партией (SGP), которая, в отличие от ТС, занимает более принципиальную позицию, отказываясь идти на компромисс, чтобы войти коалиционное правительство.
Будучи преимущественно протестантской партией, Христианский союз основывает свою политику на Библии и принимает богословские принципы благотворительности и управления в качестве основы для поддержки государственных расходов и защиты окружающей среды. Партия стремится к тому, чтобы правительство поддерживало христианскую мораль, но выступает за свободу религии в соответствии с доктриной сферного суверенитета. Партия умеренно евроскептическая; раньше она входила в группу Европейских консерваторов и реформистов (ECR) в Европейском парламенте, но теперь входит в группу Европейской народной партии (EPP). Христианский союз также является членом Европейского христианского политического движения.

## История
Партия была образована в январе 2000 года в результате слияния двух мелких протестантских партий, Реформатской политической лиги (GPV) и Реформатской политической федерации (RPF). На выборах 2002 года новая партия получила 4 места в нижней палате парламента из 150, на выборах 2003 года — 3 места. Выборы в ноябре 2006 года оказались очень удачными для партии, и она удвоила свою фракцию в парламенте до 6 человек. Возможно, тут сказалась личная популярность лидера партии, Андре Раувута, имеющего репутацию одного из лучших политиков страны.
После выборов 2006 года две крупнейшие партии в парламенте, Христианско-демократический призыв (CDA) и Партия за труд (PvdA), стремились к созданию коалиционного правительства, но не имея большинства в парламенте, им пришлось пригласить в коалицию Христианский Союз. Во время формирования программы нового правительства Христианский Союз настоял на ужесточении контроля за абортами и эвтаназией, а также несколько затруднить заключение однополых браков (теперь чиновник сможет отказаться от проведения такой церемонии, если она противоречит его религиозным убеждениям). Коалиционное правительство CDA, PvdA и CU было приведено к присяге 22 февраля 2007 года. Андре Раувут стал заместителем премьер-министра Яна Петера Балкененде и министром по делам детей и семьи.

## Идеология
Имея свои корни в ортодоксальных протестантских (то есть в основном реформатских) партиях, часто называемых «малыми правыми», Христианский союз сочетает в своей идеологии консервативную точку зрения на этические и внешнеполитические вопросы с левоцентристскими идеями по вопросам экономики, предоставления убежища, социальным и экологическим проблемам. Консервативные реформаторские идеалы партии отражены в программе принципов, основанной непосредственно на Библии. В частности, Христианский союз считает, что государство — это меченосец Божий. Однако в общественной жизни партия выступает за разделение обязанностей государства и церкви: церковь должна распространять Слово Божие, а государство должно лишь поддерживать общественную мораль, уважая религию своих граждан. Несмотря на консерватизм, такие христианские принципы, как любовь к ближним и забота о Земле, придают политической программе CU левоцентристский характер.
Некоторые из социально-консервативных идей CU:
- Правительство должно содействать модели «один кормилец», позволяющей одному родителю, обычно жене, оставаться дома и заботиться о детях.
- Общество должно ценить коллективные минуты отдыха и желательно оставить воскресенье днём отдыха.
- Практику абортов и эвтаназии следует сократить и в конечном итоге заменить альтернативами, такими как уход за женщинами с нежелательной беременностью и паллиативная помощь.
- Нидерландская политика толерантности к лёгким наркотикам должна быть прекращена.
- Борьба с детской порнографией и проституцией.
- Защита свободы образования (то есть права основания религиозных школ) в рамках дифференцированной ответственности[нидерл.].
- Нидерланды должны оставаться независимым политическим образованием в рамках Европейского союза.
- Ограничение использования генетических манипуляций.

Некоторые из левоцентристских идей CU:
- Образование, здравоохранение и социальное обеспечение должны оставаться в ведении государства, но в меньших масштабах, чем это происходит сейчас.
- Увеличение бюджетов на сотрудничество в целях развития с целью решения проблемы бедности на глобальном юге.
- Более открытая политика в отношении лиц, ищущих убежища, особенно тех, кого преследуют по религиозным мотивам.
- Зелёная экологическая политика. В 2006 году нидерландское отделение «Гринпис» назвало CU самой зелёной политической партией, основываясь на его предвыборных обещаниях об инвестициях в зелёную энергетику[17].

Христианский союз позиционирует себя как христианско-социальная (christelijk-social) партия, явно дистанцируясь от ярлыков «христианский социализм» или «христианское правое». Христианско-социальная идеология является ветвью христианской демократии, более правая, чем христианский социализм, и более левой, чем христианские правые и социальный консерватизм. Описываемая как центристская и ортодоксальная протестантская, она делает акцент на сообществе, социальной солидарности, поддержке государства всеобщего благосостояния и умеренного регулирования рыночных сил, но более консервативна в социальных вопросах, в частности, выступает против абортов и эвтаназии, однополых браков, исследований эмбриональных стволовых клеток и некоторых элементов политики ЕС. Партия левоцентристская по таким вопросам, как социальная политика, предоставления убежища, помощи странам Третьего мира в целях развития, зелёная экологическая политика и экономика.
Партия поддерживает членство Нидерландов в Европейском союзе, чтобы обеспечить мир и процветание, а также противостоять влиянию России и Китая, одновременно критикуя некоторые действия ЕС, которые, по её утверждению, являются недемократичными и «в основном приносят пользу крупным компаниям и высшему среднему классу». Вместо этого CU призывает к большей прозрачности внутри ЕС, к уважению внутренних решений стран-членов ЕС и желает проведения реформ в еврозоне. Партия также против вступления Турции в Евросоюз.

## Результаты партии на выборах
В нижеприведённых таблицах показаны результаты партии Христианский союз на выборах в Первую и Вторую палаты Генеральных штатов и в Европейский парламент.
| Год  | Лидер списка   | Место | Голоса  | %    | Мандаты  | +/– | Правительство |
| ---- | -------------- | ----- | ------- | ---- | -------- | --- | ------------- |
| 2002 | Карс Велинг    | 8-е   | 240 953 | 2,54 | 4 из 150 | ▼1  | Оппозиция     |
| 2003 | Андре Раувут   | 8-е   | 204 649 | 2,12 | 3 из 150 | ▼1  | Оппозиция     |
| 2006 | Андре Раувут   | 6-е   | 390 969 | 3,97 | 6 из 150 | ▲3  | Коалиция      |
| 2010 | Андре Раувут   | 8-е   | 305 094 | 3,24 | 5 из 150 | ▼1  | Оппозиция     |
| 2012 | Ари Слоб       | 8-е   | 294 586 | 3,13 | 5 из 150 | ▬   | Оппозиция     |
| 2017 | Герт-Ян Сегерс | 8-е   | 356 271 | 3,39 | 5 из 150 | ▬   | Коалиция      |
| 2021 | Герт-Ян Сегерс | 8-е   | 350 523 | 3,37 | 5 из 150 | ▬   | Коалиция      |
| 2023 | Мирьям Биккер  | 13-е  | 212 532 | 2,04 | 3 из 150 | ▼2  | TBA           |

| Год  | Место | Голоса | %    | Мандаты | +/– |
| ---- | ----- | ------ | ---- | ------- | --- |
| 2003 | 7-е   | 4960   | 3,1  | 2 из 75 | ▼2  |
| 2007 | 5-е   | 9706   | 5,95 | 4 из 75 | ▲2  |
| 2011 | 8-е   | 5708   | 3,44 | 2 из 75 | ▼2  |
| 2015 | 8-е   | 8237   | 4,87 | 3 из 75 | ▲1  |
| 2019 | 9-е   | 8707   | 5,03 | 4 из 75 | ▲1  |
| 2023 | 11-е  | 6595   | 3,69 | 3 из 75 | ▼ 3 |

| Год  | Место | Голоса  | %    | Мандаты | +/– | Прим.  |
| ---- | ----- | ------- | ---- | ------- | --- | ------ |
| 2004 | 7-е   | 279 880 | 5,87 | 2 из 27 | ▼1  | [ 22 ] |
| 2009 | 8-е   | 310 540 | 6,82 | 2 из 25 | ▬   | [ 23 ] |
| 2009 | 8-е   | 310 540 | 6,82 | 2 из 26 | ▬   | [ 23 ] |
| 2014 | 7-е   | 364 843 | 7,67 | 2 из 26 | ▬   | [ 24 ] |
| 2019 | 7-е   | 375 660 | 6,83 | 2 из 26 | ▬   | [ 25 ] |
| 2019 | 7-е   | 375 660 | 6,83 | 2 из 29 | ▬   | [ 25 ] |

1. ↑  По сравнению с партиями-предшественниками, RPF и GPV.
2. ↑  По сравнению с партиями-предшественниками, RPF и GPV.
3. ↑  По сравнению с единым списком партий RPF, GPV и SGP.

### Другие выборы
На февраль 2022 года один из двенадцати королевских комиссаров представлял CU (Оверэйссел). В 2015 году CU стала 8-й партией страны, получив 4,01 % голосов и 29 мест из 570 в провинциальных штатах, войдя в состав исполнительной власти провинций Оверэйссел и Флеволанд. По итогам провинциальных выборов 2023 года CU стала 11-й партией страны, выиграв 22 места из 572 в штатах всех провинций кроме Лимбурга, потеряв 9 мест по сравнению с выборами 2019 года. Больше всего мест партия получила в Оверэйсселе (3 из 47), Утрехте (3 из 49) и Гронингене (3 из 55), меньше всего в Лимбурге (0).
На 3 мая 2020 года 6 мэров в Нидерландах из 316 являлись членами CU, как правило, в небольших сельских общинах так называемого «Библейского пояса», в таких как, Стапхорст. Партия сотрудничает с некоторыми руководителями общин, как в Библейском поясе, так и в крупных городах, таких как Лейден или Утрехт, где она необходимо для формирования большинства. На муниципальных выборах 2022 года CU получила 3,90 % голосов и 305 мест из 8237, что на 2 больше чем в 2018 году. В ряде муниципалитетов партия выступала единым списком с SGP, получив 1,08 % голосов и 101 место, что на 6 меньше чем в 2018 году.
В 2023 году CU получила по итогам выборов в советы по водным ресурсам 14 мест из 518, что на одно место меньше чем в 2019 году. Ещё 6 мест партия завоевала, выступая единым списком с SGP.

## Электорат
Христианский союз с самого начала поддерживали приверженцы ортодоксальных реформатских церквей, таких как Христианские реформатские церкви, Реформатские церкви в Нидерландах, Реформатские церкви (освобождённые) и Нидерландская реформатская церковь. Некоторые члены других церквей, например, евангельские христиане и пятидесятники, также поддерживают эту партию. Партия также пользуется поддержкой части христиан иммигрантского происхождения, которые в основном проживают в крупных городах.
Электорат Христианского союза сконцентрирован в небольших сельских районах так называемого «Библейского пояса» — региона с сильными консервативными протестантскими традициями, простирающегося от Оверэйссела через Велюве и Бисбос до Зеландии. Ниаболее сильны её позиции в Гронингене, Оверэйсселе, Гелдерланде и Флеволанде, в которых традиционно проживает большое количество консервативно настроенных протестантов. Особенно CU слаб в южных католических провинциях Лимбург и Северный Брабант, а также в более светской Северной Голландии.
Христианский союз создавался как партия ортодоксальных реформатов, но он также пользуется поддержкой растущего числа консервативных католиков, недовольных недостаточно консервативной политикой Христианско-демократического призыва (CDA). Католики могут стать членами партии, хотя одной из основ партии долгое время являлся Гейдельбергский катехизис, известный своим стойким антикатолицизмом. Во время провинциальных выборов 2007 года партия включила в свой окончательный список в провинции Лимбург двух кандидатов приверженцев римско-католической церкви. Этот процесс насторожил некоторых видных политиков CDA. В ответ, сенатор от CU Эгберт Шурман заявил, что Христианский союз всегда будет протестантской партией, но предоставит приют всем, кто активно верит в Иисуса Христа.
Съезд партии в июне 2015 года заменил Гейдельбергский катехизис Никейским Символом веры.

## Структура
Высшим органом Христианского союза является партийный конгресс, который принимает все важные решения, такие как составление избирательных программ и списков кандидатов на общенациональные выборы. Каждый член Союза имеет право высказываться и голосовать на конгрессе. Помимо отдельных членов, на конгрессе также могут выступать и голосовать местные отделения и молодёжная организация партии. В промежутках между конгрессами партией управляет Национальный совет.
Христианский союз состоит из примерно ста девяноста местных отделений, входящих в двенадцать провинциальных союзов. Местные отделения отвечают за реализацию целей партии на местном уровне, а провинциальные союзы на уровне провинций. Офис партии в Амерсфорте поддерживает местные и провинциальные отделения, консультируя их и организуя курсы, а также издаёт партийный журнал, управляет веб-сайтом и финансами партии.
У Христианского союза есть своя молодёжная организация, PerspectieF, созданная в результате слияния молодёжных организаций партий-предшественников, и женская организация, Inclusief.
Партия издаёт журнал для своих членов, HandSchrift, который выходит шесть раз в год. Научно-исследовательной организацией партии является Mr. G. Groen van Prinsterer Stichting, созданный в октябре 2006 года в результате слияния фондов Марникса ван Сент-Альдегонда (Реформаторская политическая лига) и Гроена ван Принстерера (Реформаторская политическая федерация), названный в честь государственного деятеля и историка XIX века Гийом Грун ван Принстерер, известного своими антиреволюционными взглядами на политику и историю. Фонд издаёт журнал Groen (до 2017 года выходил под названием Denkwijzer).
Христианский союз участвует в работе Нидерландского института многопартийной демократии, организации по содействию демократии, объединяющей семь нидерландских политических партий.
Политический лидер — Мирьям Биккер (она же парламентский лидер партии).
Председатель партии — Анки ван Татенхове.